# سام وليامز (لاعب كرة قدم أمريكية)
سام وليامز (بالإنجليزية: Samuel Jerry Williams)‏ هو لاعب كرة قدم أمريكية أمريكي، ولد في 28 يوليو 1980 في كلايتون في الولايات المتحدة.

## وصلات خارجية
- سام وليامز على موقع مرجع كرة القدم المحترفة.كوم (الإنجليزية)